# Philautus namdaphaensis
Espèce
Statut de conservation UICN

 DD  : Données insuffisantes
Philautus namdaphaensis est une espèce d'amphibiens de la famille des Rhacophoridae.

## Description
Ce type de grenouille mesure entre 26 et 28 mm. Elle arbore une large tête triangulaire.La majorité de la surface de sa peau est lisse, excepté certains endroits comme le ventre ou encore la gorge qui peuvent être granuleux.
Le dos de l'animal est brun, parsemé de tâches irrégulières et plus foncées. Le côté ventral est blanc cassé. Des bandes blanches traverse le corps de l'animal sur la tête et une partie du dos.

## Répartition
Cette espèce est endémique d'Inde. Elle se rencontre dans les États d'Assam et d'Arunachal Pradesh.

## Habitat
Cette grenouille se rencontre les zones forestières humides de montagne dans le nord-est de l'Inde.

## Étymologie
Son nom d'espèce, composé de namdapha et du suffixe latin -ensis, « qui vit dans, qui habite », lui a été donné en référence au lieu de sa découverte, le parc national de Namdapha.

## Publication originale
- Sarkar & Sanyal,  1985 : Fauna of Namdapha: Arunachal Pradesh, Amphibia. Records of the Zoological Survey of India, vol. 82, no 1/4, p. 285-295.